# Oskar Hammelsbeck
Oskar Hammelsbeck (ur. 22 maja 1899 w Wuppertalu-Elberfeldzie, zm. 14 maja 1975 w Detmold) – niemiecki pedagog.
Od 1933 do 1944 członek zarządu niemieckiej grupy Bekennenden Kirche w Berlinie, od 1946 do 1959 dyrektor Akademii Pedagogicznej w Wuppertalu, a od 1947 wykładowca pedagogiki. W 1962 otrzymał tytuł profesora w Wyższej Szkole Pedagogicznej w Hagen.

## Twórczość
- Der kirchliche Unterricht (1939)
- Evangelische Lehre von der Erziehung (1950)
- Glaube-Welt-Erziehung (1955)
- Volksschule in evangelischer Verantwortung (1962)
- Wie ist Erziehen noch möglich? (1975)